# RoboCup

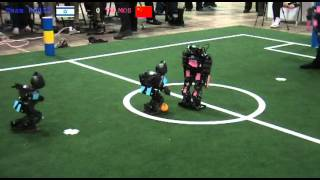
Hình ảnh từ cuộc thi RoboCup 2012 tại Mexico, nơi đội RoBIU thi đấu với TH-MOS

RoboCup, tên đầy đủ là Robot Soccer World Cup (Giải bóng đá robot toàn thế giới), là giải thi đấu bóng đá quốc tế dành cho robot, tổ chức lần đầu vào năm 1997 ở Nhật Bản với 38 đội tham dự đến từ 11 nước. Mục tiêu của giải là nhằm phát triển các robot có thể chơi bóng đá một cách tự chủ, đồng thời đẩy mạnh việc nghiên cứu và đào tạo trong lĩnh vực trí tuệ nhân tạo. Ngoài ra còn có nhiều hình thức thi đấu khác như "Tìm kiếm và cứu hộ", "Robot khiêu vũ".
Mục tiêu chính của cuộc thi là:
Cho tới khoảng năm 2050 sẽ phát triển một đội bóng người máy có khả năng chiến thắng đội vô địch bóng đá thế giới.